# Amicale laïque du Montignacois
 (août 2011).
Si vous disposez d'ouvrages ou d'articles de référence ou si vous connaissez des sites web de qualité traitant du thème abordé ici, merci de compléter l'article en donnant les références utiles à sa vérifiabilité et en les liant à la section « Notes et références ».
L’Amicale laïque du Montignacois est une association loi de 1901. 

## Historique
Elle a été fondée en 1926 sous le nom des « Amis de l’école publique ». Elle est devenue l'Amicale laïque de Montignac, puis l'Amicale laïque du Montignacois (ALM) pour intégrer les communes environnantes. L'ALM est affiliée à la Fédération de Dordogne de la Ligue de l’enseignement. 

## Missions
L'ALM place au cœur de ses préoccupations « l'accessibilité de tous à l'éducation, à la culture, aux sports et aux loisirs », et poursuit sa mission d'accompagnement du milieu scolaire en menant des actions avec les établissements du territoire. 
Elle gère des accueils de loisirs, anime le Centre Culturel Louis Aragon, qui privilégie le spectacle vivant en milieu rural.
Elle diffuse  une série de spectacles tout au long de l'année.
Elle propose de nombreuses activités aux enfants : judo, acrogym, théâtre, arts plastiques, aïkido, école de sports, accès libre multimédia, danse classique, hip-hop, danse orientale, accueil de loisirs... comme aux adultes : judo, gym forme, yoga, tai chi chuan, danse afro, théâtre, aïkido et club multimédia.
L'ALM présente ainsi ses missions:
Éducation:
Notre action éducative se caractérise par un soutien aux établissements scolaires du secteur à travers plusieurs dispositifs éducatifs tel que l’accompagnement scolaire individualisé (P.A.R.I.)  ainsi que par la gestion de l’accueil de loisirs des Cro Mignons sur la durée des vacances.
Culture:
Notre association anime le centre culturel de Montignac et propose chaque année  une saison culturelle diversifiée, riche en spectacles vivants et en découvertes artistiques. Depuis plus de 30 ans, elle est porteuse d’un festival de « danses et musiques du monde » qui prône la paix par la rencontre des cultures.
Sports et loisirs:
À travers plus de 20 sections, des ateliers et de nombreux temps de rencontres, enfants et adultes de tous âges peuvent trouver plaisir et épanouissement personnel en se  retrouvant dans une ambiance chaleureuse tout au long de l’année.
Solidarité:
L’amicale laïque participe à des actions de solidarité tant sur les plans local et national que sur le plan international. Son action se repose sur l’engagement et la participation active de ses membres bénévoles ainsi que sur l’efficacité de ses professionnels. Elle reste ouverte à toute personne désireuse de s’investir dans une action bénévole à tous les niveaux de l’association.

## Organisation
Agréée comme Association de jeunesse et d'éducation populaire par la Direction Départementale de la Jeunesse et des Sports de la Dordogne, l'ALM est partenaire de la ville de Montignac et de la Communauté de Communes de la Vallée de la Vézère. Elle reçoit aussi le concours du conseil général de la Dordogne et du conseil régional d'Aquitaine, en particulier pour l’organisation du Festival de Danses et Musiques du Monde, dit Festival de Montignac.  Le Festival dispose d'un site dédié et d'une chaîne sur Youtube En tant qu’association d’éducation populaire, elle est une entreprise d’économie sociale et son activité engendre une quinzaine d’emplois. Elle participe à la dynamisation économique et culturelle de son territoire. Elle est forte de près de 600 adhérents.
Son président est Bernard Criner, qui est aussi vice-président national de la Ligue de l'enseignement. Il est notamment l'auteur d'un article décrivant le Festival de Montignac.